# Manchester City Women's Football Club 2021-2022
Questa voce raccoglie le informazioni riguardanti il Manchester City Women's Football Club nelle competizioni ufficiali della stagione 2021-2022.

## Stagione

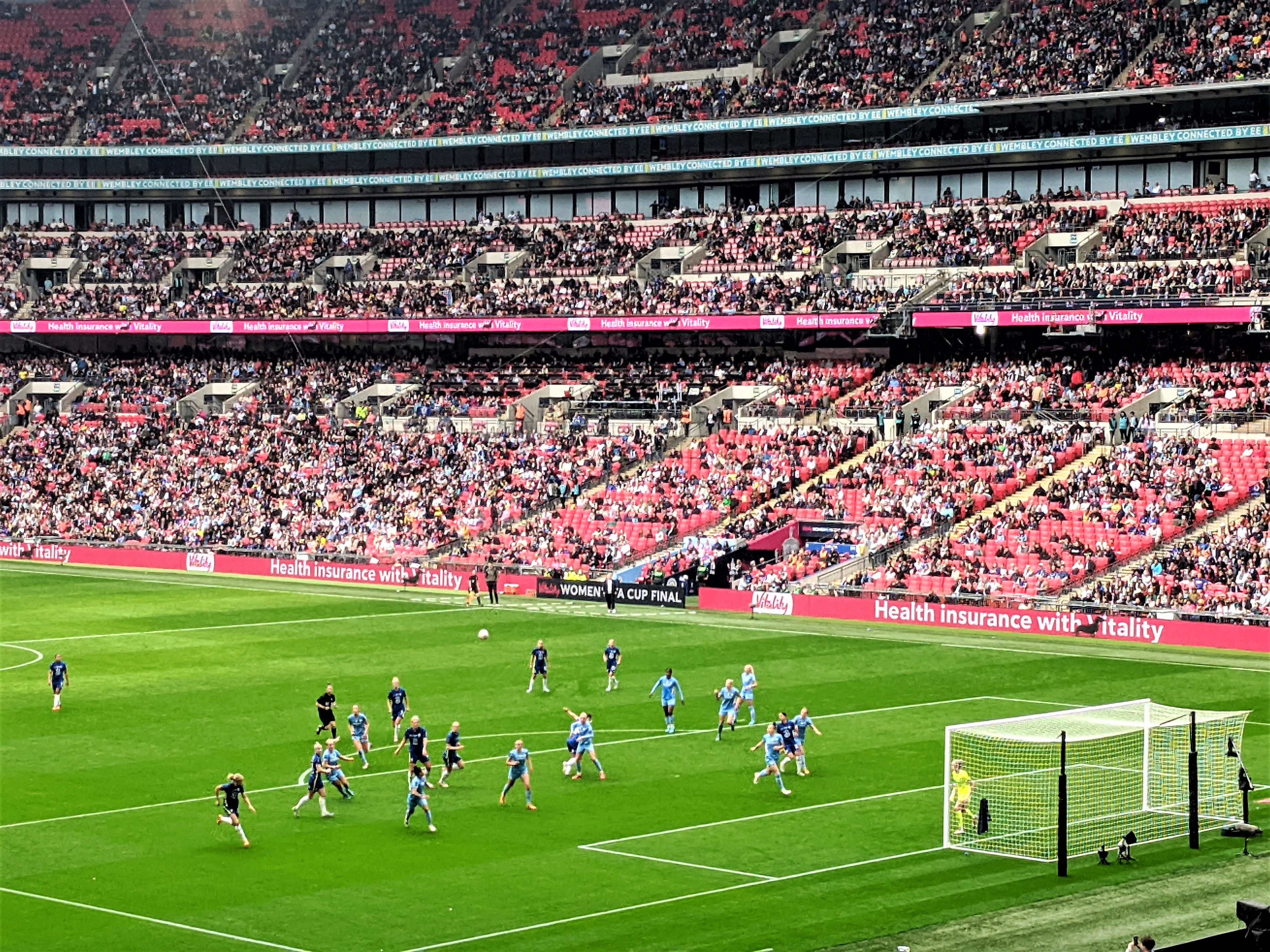
Azione di gioco durante la finale di FA Women's League Cup tra Chelsea e Manchester City.

La stagione 2021-22 è partita con la conferma di Gareth Taylor come allenatore della squadra, con la partenza delle tre calciatrici statunitensi Abby Dahlkemper, Rose Lavelle e Samantha Mewis, e con l'arrivo della promettente attaccante giamaicana Khadija Shaw. Diversamente dalle cinque stagioni precedenti, il campionato di FA Women's Super League è stato concluso al terzo posto con 47 punti conquistati in 22 giornate, frutto di 15 vittorie, 2 pareggi e 5 sconfitte, ottenendo, comunque, la qualificazione all'UEFA Women's Champions League.
In FA Women's Cup la squadra, che era partita dal quarto turno, è arrivata in finale, dove è stata sconfitta dal Chelsea dopo i tempi supplementari grazie alla rete decisiva di Samantha Kerr, davanti a un pubblico record, per la coppa, di 49 094 spettatori allo stadio di Wembley. In FA Women's League Cup, dopo aver superato la fase a gruppi come vincitore del proprio raggruppamento, il City è arrivato fino in finale, dove ha sconfitto il Chelsea per 3-1, conquistando la quarta coppa di lega della propria storia.
In UEFA Women's Champions League il City è stato eliminato già al secondo turno di qualificazione dalle spagnole del Real Madrid, pareggiando 1-1 in trasferta e perdendo 0-1 in casa.

## Maglie e sponsor
Le tenute di gioco solo le stesse adottate dal Manchester City maschile.
| Casa | Trasferta | Terza divisa |

## Rosa
| N. |                        | Ruolo | Calciatrice               |
| -- | ---------------------- | ----- | ------------------------- |
| 1  | Inghilterra (bandiera) | P     | Karen Bardsley            |
| 3  | Inghilterra (bandiera) | D     | Demi Stokes               |
| 5  | Inghilterra (bandiera) | D     | Alex Greenwood            |
| 6  | Inghilterra (bandiera) | D     | Steph Houghton (capitano) |
| 7  | Inghilterra (bandiera) | C     | Laura Coombs              |
| 8  | Inghilterra (bandiera) | C     | Jill Scott                |
| 9  | Inghilterra (bandiera) | A     | Chloe Kelly               |
| 10 | Inghilterra (bandiera) | A     | Georgia Stanway           |
| 11 | Canada (bandiera)      | A     | Janine Beckie             |
| 12 | Svezia (bandiera)      | C     | Filippa Angeldahl         |
| 13 | Australia (bandiera)   | A     | Hayley Raso               |
| 14 | Inghilterra (bandiera) | D     | Esme Morgan               |
| 15 | Inghilterra (bandiera) | A     | Lauren Hemp               |
| 16 | Inghilterra (bandiera) | A     | Jessica Park              |

| N. |                        | Ruolo | Calciatore      |
| -- | ---------------------- | ----- | --------------- |
| 17 | Spagna (bandiera)      | C     | Victoria Losada |
| 18 | Inghilterra (bandiera) | A     | Ellen White     |
| 19 | Scozia (bandiera)      | C     | Caroline Weir   |
| 20 | Inghilterra (bandiera) | D     | Lucy Bronze     |
| 21 | Giamaica (bandiera)    | A     | Khadija Shaw    |
| 24 | Inghilterra (bandiera) | C     | Keira Walsh     |
| 26 | Inghilterra (bandiera) | P     | Ellie Roebuck   |
| 30 | Inghilterra (bandiera) | C     | Ruby Mace       |
| 33 | Australia (bandiera)   | D     | Alanna Kennedy  |
| 34 | Francia (bandiera)     | P     | Karima Benameur |
| 35 | Inghilterra (bandiera) | P     | Khiara Keating  |
| 41 | Norvegia (bandiera)    | A     | Julie Blakstad  |
| 42 | Inghilterra (bandiera) | A     | Ginny Lackey    |
| 43 | Inghilterra (bandiera) | C     | Jemima Dahou    |

## Calciomercato

### Sessione estiva
| Acquisti | Acquisti          | Acquisti        | Acquisti      |
| R.       | Nome              | da              | Modalità      |
| -------- | ----------------- | --------------- | ------------- |
| P        | Karen Bardsley    | OL Reign        | fine prestito |
| D        | Alanna Kennedy    | Tottenham       | [ 8 ]         |
| C        | Filippa Angeldahl | Häcken          | [ 9 ]         |
| C        | Victoria Losada   | Barcellona      | [ 10 ]        |
| C        | Ruby Mace         | Arsenal         | [ 11 ]        |
| C        | Jill Scott        | Everton         | fine prestito |
| C        | Tyler Toland      | Glasgow City    | fine prestito |
| A        | Lee Geum-min      | Brighton & Hove | fine prestito |
| A        | Hayley Raso       | Everton         | [ 12 ]        |
| A        | Khadija Shaw      | Bordeaux        | [ 13 ]        |

| Cessioni | Cessioni        | Cessioni            | Cessioni             |
| R.       | Nome            | a                   | Modalità             |
| -------- | --------------- | ------------------- | -------------------- |
| P        | Khiara Keating  | Fylde               | doppia registrazione |
| D        | Megan Campbell  | Liverpool           | [ 15 ]               |
| D        | Abby Dahlkemper | Houston Dash        | [ 16 ]               |
| D        | Aoife Mannion   | Manchester United   | [ 17 ]               |
| C        | Rose Lavelle    | OL Reign            | [ 18 ]               |
| C        | Samantha Mewis  | N. Carolina Courage | [ 19 ]               |
| C        | Tyler Toland    | Celtic              | [ 17 ]               |
| A        | Lee Geum-min    | Brighton & Hove     | [ 17 ]               |

### Sessione invernale
| Acquisti | Acquisti       | Acquisti  | Acquisti |
| R.       | Nome           | da        | Modalità |
| -------- | -------------- | --------- | -------- |
| A        | Julie Blakstad | Rosenborg | [ 20 ]   |

| Cessioni | Cessioni      | Cessioni        | Cessioni |
| R.       | Nome          | a               | Modalità |
| -------- | ------------- | --------------- | -------- |
| A        | Janine Beckie | Portland Thorns | [ 21 ]   |

## Risultati

### FA Women's Super League

#### Girone di andata
| Arbitro: | Dowle |

|  |           |                                             |
|  | Marcatori | 26’ Losada 36’ Beckie 38’ Shaw 67’ Houghton |

| Arbitro: | Byrne |

|         |           |                                     |
| Hemp 6’ | Marcatori | 61’ R. Williams 86’ (aut.) Benameur |

| Arbitro: | Simms |

|                                                                |           |  |
| Miedema 10’ Little 23’, 78’ (rig.) McCabe 60’ Williamson 90+4’ | Marcatori |  |

| Arbitro: | Conley |

|  |           |                                   |
|  | Marcatori | 39’ Brynjarsdóttir 90+4’ Hasegawa |

| Arbitro: | Welch |

|                          |           |                    |
| Staniforth 72’ Russo 75’ | Marcatori | 38’ Shaw 79’ White |

| Arbitro: | Hattersley |

|              |           |                                        |
| Sigsworth 1’ | Marcatori | 24’ Weir 37’ Walsh 71’ Hemp 83’ Coombs |

| Arbitro: | Welch |

|  |           |                                              |
|  | Marcatori | 2’ Fleming 45+4’ Kerr 52’ Kirby 55’ Eriksson |

| Arbitro: | Byrne |

|                                             |           |  |
| Weir 48’ Stanway 51’ Raso 77’, 81’ Hemp 78’ | Marcatori |  |

| Arbitro: | Conley |

|                             |           |                                |
| Murray 28’ (rig.) Quinn 39’ | Marcatori | 34’ Stanway 44’ Hemp 89’ White |

| Arbitro: | Backhouse |

|                     |           |  |
| Stokes 73’ Hemp 84’ | Marcatori |  |

| Arbitro: | Heaslip |

|  |           |                                                                         |
|  | Marcatori | 48’ (aut.) Williams 50’ Hemp 51’ Stanway 55’ Coombs 73’ Raso 76’ Losada |

#### Girone di ritorno
| Arbitro: | Saunders |

|  |           |                            |
|  | Marcatori | 5’, 75’ Stanway 41’ Losada |

| Arbitro: | Byrne |

|          |           |             |
| Shaw 65’ | Marcatori | 90+2’ Heath |

| Arbitro: | Fearn |

|            |           |  |
| Reiten 51’ | Marcatori |  |

| Arbitro: | Dowle |

|          |           |  |
| Weir 81’ | Marcatori |  |

| Arbitro: | Jackson |

|                                                      |           |  |
| Magill 25’ (aut.) White 32’ Greenwood 84’ Coombs 85’ | Marcatori |  |

| Arbitro: | Heaslip |

|  |           |          |
|  | Marcatori | 64’ Weir |

| Arbitro: | Dowle |

|                                                            |           |  |
| Stanway 58’, 64’ Hemp 64’ Kennedy 76’ Kelly 83’ Coombs 87’ | Marcatori |  |

| Arbitro: | Simms |

|  |           |                     |
|  | Marcatori | 8’ Stanway 63’ Shaw |

| Arbitro: | Saunders |

|                                                |           |  |
| Weir 16’ Hemp 43’ Blakstad 45+3’ Greenwood 63’ | Marcatori |  |

| Arbitro: | Fearn |

|                                                        |           |                                      |
| Shaw 3’, 12’, 57’, 61’ Weir 16’ Greenwood 68’ Hemp 69’ | Marcatori | 21’ (rig.) Kaagman 45’ Zigiotti Olme |

| Arbitro: | Simms |

|  |           |                                                    |
|  | Marcatori | 33’ Hemp 40’ Shaw 85’ White 90+1’ (rig.) Greenwood |

### FA Women's Cup
| West Bridgford 29 gennaio 2022, ore 13:00 UTC+0 Quarto turno                                           | Nottingham Forest | 0 – 8 referto                                                        | Manchester City | City Ground |
| \| \| \| \| \| \| Marcatori \| 2’ Weir 34’, 69’ Shaw 43’ Angeldahl 50’, 71’, 90+2’ Stanway 53’ Hemp \| |                   |                                                                      |                 |             |
| |                   |                                                                      |                 |             |
| | Marcatori         | 2’ Weir 34’, 69’ Shaw 43’ Angeldahl 50’, 71’, 90+2’ Stanway 53’ Hemp |                 |             |

| Leigh 27 febbraio 2022, ore 12:30 UTC+0 Quinto turno                             | Manchester United | 1 – 3 referto                        | Manchester City | Leigh Sports Village |
| \| \| \| \| \| Zelem 13’ \| Marcatori \| 50’ Hemp 58’ White 60’ Weir 79’ Shaw \| |                   |                                      |                 |                      |
|                                                                                  |                   |                                      |                 |                      |
| Zelem 13’                                                                        | Marcatori         | 50’ Hemp 58’ White 60’ Weir 79’ Shaw |                 |                      |

| Arbitro: | Impey |

|                                    |           |  |
| Hemp 35’, 48’ Weir 61’ White 90+2’ | Marcatori |  |

| Arbitro: | Byrne |

|           |           |                                     |
| Evans 42’ | Marcatori | 22’ White 37’ Kelly 66’, 90+1’ Hemp |

| Arbitro: | Dowle |

|                   |           |                            |
| Hemp 42’ Raso 89’ | Marcatori | 33’, 99’ Kerr 63’ Cuthbert |

### FA Women's League Cup

#### Fase a gruppi
| Manchester 13 ottobre 2021, ore 13:00 UTC+1 Gruppo B - 1ª giornata                         | Manchester City | 5 – 1 referto | Everton | Manchester City Academy Stadium |
| \| \| \| \| \| Weir 8’ Shaw 32’ Hemp 74’ Park 79’ White 89’ \| Marcatori \| 10’ Clinton \| |                 |               |         |                                 |
|                                                                                            |                 |               |         |                                 |
| Weir 8’ Shaw 32’ Hemp 74’ Park 79’ White 89’                                               | Marcatori       | 10’ Clinton   |         |                                 |

| Manchester 4 novembre 2021, ore 19:00 UTC+0 Gruppo B - 2ª giornata  | Manchester City | 3 – 0 referto | Durham | Manchester City Academy Stadium |
| \| \| \| \| \| Angeldahl 16’ Weir 87’ Beckie 90’ \| Marcatori \| \| |                 |               |        |                                 |
|                                                                     |                 |               |        |                                 |
| Angeldahl 16’ Weir 87’ Beckie 90’                                   | Marcatori       |               |        |                                 |

| Leigh 17 novembre 2021, ore 19:00 UTC+0 Gruppo B - 3ª giornata  | Manchester United | 2 – 1 referto | Manchester City | Leigh Sports Village |
| \| \| \| \| \| Fuso 30’ Batlle 82’ \| Marcatori \| 2’ Losada \| |                   |               |                 |                      |
|                                                                 |                   |               |                 |                      |
| Fuso 30’ Batlle 82’                                             | Marcatori         | 2’ Losada     |                 |                      |

| Burton upon Trent 12 gennaio 2022, ore 19:00 UTC+0 Gruppo B - 5ª giornata | Leicester City | 0 – 5 referto                           | Manchester City | Pirelli Stadium |
| \| \| \| \| \| \| Marcatori \| 9’ White 15’, 34’ Hemp 16’, 47’ Stanway \| |                |                                         |                 |                 |
|                                                                           |                |                                         |                 |                 |
|                                                                           | Marcatori      | 9’ White 15’, 34’ Hemp 16’, 47’ Stanway |                 |                 |

#### Fase a eliminazione diretta
| Arbitro: | Mather |

|                          |           |                      |
| Shaw 27’, 44’ Losada 62’ | Marcatori | 16’ (aut.) Greenwood |

| Arbitro: | Mather |

|                            |           |  |
| Park 21’ Shaw 27’ Hemp 70’ | Marcatori |  |

| Arbitro: | Benn |

|          |           |                         |
| Kerr 34’ | Marcatori | 49’, 69’ Weir 58’ White |

### UEFA Women's Champions League
| Arbitro: | Bastos |

|              |           |          |
| Robles 90+2’ | Marcatori | 47’ Weir |

| Arbitro: | Hussein |

|  |           |             |
|  | Marcatori | 44’ Zornoza |

## Statistiche

### Statistiche di squadra
| Competizione                  | Punti | In casa | In casa | In casa | In casa | In casa | In casa | In trasferta | In trasferta | In trasferta | In trasferta | In trasferta | In trasferta | Totale | Totale | Totale | Totale | Totale | Totale | DR  |
| Competizione                  | Punti | G       | V       | N       | P       | Gf      | Gs      | G            | V            | N            | P            | Gf           | Gs           | G      | V      | N      | P      | Gf     | Gs     | DR  |
| ----------------------------- | ----- | ------- | ------- | ------- | ------- | ------- | ------- | ------------ | ------------ | ------------ | ------------ | ------------ | ------------ | ------ | ------ | ------ | ------ | ------ | ------ | --- |
| FA Women's Super League       | 47    | 11      | 7       | 1       | 3       | 31      | 11      | 11           | 8            | 1            | 2            | 29           | 11           | 22     | 15     | 2      | 5      | 60     | 22     | +38 |
| FA Women's Cup                | -     | 1       | 1       | 0       | 0       | 4       | 0       | 3            | 3            | 0            | 0            | 16           | 2            | 5      | 4      | 0      | 1      | 22     | 5      | +17 |
| FA Women's League Cup         | -     | 4       | 4       | 0       | 0       | 14      | 2       | 2            | 1            | 0            | 1            | 6            | 2            | 7      | 6      | 0      | 1      | 23     | 5      | +18 |
| UEFA Women's Champions League | -     | 1       | 0       | 0       | 1       | 0       | 1       | 1            | 0            | 1            | 0            | 1            | 1            | 2      | 0      | 1      | 1      | 1      | 2      | -1  |
| Totale                        | -     | 17      | 12      | 1       | 4       | 49      | 14      | 17           | 12           | 2            | 3            | 52           | 16           | 35     | 25     | 3      | 8      | 106    | 34     | +72 |

### Andamento in campionato
| Giornata  | 1 | 2 | 3 | 4 | 5 | 6 | 7 | 8 | 9 | 10 | 11 | 12 | 13 | 14 | 15 | 16 | 17 | 18 | 19 | 20 | 21 | 22 |
| --------- | - | - | - | - | - | - | - | - | - | -- | -- | -- | -- | -- | -- | -- | -- | -- | -- | -- | -- | -- |
| Luogo     | T | C | T | C | T | T | C | C | T | C  | T  | T  | C  | T  | C  | C  | T  | C  | T  | C  | C  | T  |
| Risultato | V | P | P | P | N | V | P | V | V | V  | V  | V  | N  | P  | V  | V  | V  | V  | V  | V  | V  | V  |
| Posizione | 1 | 7 | 8 | 9 | 9 | 7 | 8 | 7 | 6 | 6  | 5  | 5  | 5  | 6  | 5  | 5  | 4  | 4  | 4  | 4  | 3  | 3  |

Legenda:

Luogo: C = Casa; T = Trasferta. Risultato: V = Vittoria; N = Pareggio; P = Sconfitta.

### Statistiche delle giocatrici
| Giocatore    | FA Women's Super League | FA Women's Super League | FA Women's Super League | FA Women's Super League | FA Women's Cup | FA Women's Cup | FA Women's Cup | FA Women's Cup | FA Women's League Cup | FA Women's League Cup | FA Women's League Cup | FA Women's League Cup | UEFA Women's Champions League | UEFA Women's Champions League | UEFA Women's Champions League | UEFA Women's Champions League | Totale   | Totale | Totale      | Totale     |
| Giocatore    | Presenze                | Reti                    | Ammonizioni             | Espulsioni              | Presenze       | Reti           | Ammonizioni    | Espulsioni     | Presenze              | Reti                  | Ammonizioni           | Espulsioni            | Presenze                      | Reti                          | Ammonizioni                   | Espulsioni                    | Presenze | Reti   | Ammonizioni | Espulsioni |
| ------------ | ----------------------- | ----------------------- | ----------------------- | ----------------------- | -------------- | -------------- | -------------- | -------------- | --------------------- | --------------------- | --------------------- | --------------------- | ----------------------------- | ----------------------------- | ----------------------------- | ----------------------------- | -------- | ------ | ----------- | ---------- |
| F. Angeldahl | 15                      | 0                       | 0                       | 0                       | 4              | 1              | 0              | 0              | 4                     | 1                     | 0                     | 0                     | -                             | -                             | -                             | -                             | 23       | 2      | 0           | 0          |
| K. Bardsley  | -                       | -                       | -                       | -                       | -              | -              | -              | -              | -                     | -                     | -                     | -                     | 0                             | 0                             | 0                             | 0                             | 0        | 0      | 0           | 0          |
| J. Beckie    | 11                      | 1                       | 1                       | 0                       | 2              | 0              | 0              | 0              | 5                     | 1                     | 0                     | 0                     | 2                             | 0                             | 0                             | 0                             | 20       | 2      | 1           | 0          |
| K. Benameur  | 10                      | -18                     | 0                       | 0                       | 0              | 0              | 0              | 0              | 3                     | -3                    | 0                     | 0                     | 2                             | -2                            | 0                             | 0                             | 15       | -23    | 0           | 0          |
| J. Blakstad  | 8                       | 1                       | 0                       | 0                       | 3              | 0              | 0              | 0              | 2                     | 0                     | 0                     | 0                     | -                             | -                             | -                             | -                             | 13       | 1      | 0           | 0          |
| L. Bronze    | 13                      | 0                       | 0                       | 0                       | 5              | 0              | 1              | 0              | 4                     | 0                     | 1                     | 0                     | -                             | -                             | -                             | -                             | 22       | 0      | 2           | 0          |
| L. Coombs    | 16                      | 4                       | 0                       | 0                       | 4              | 0              | 0              | 0              | 5                     | 0                     | 0                     | 0                     | 2                             | 0                             | 0                             | 0                             | 27       | 4      | 0           | 0          |
| J. Dahou     | -                       | -                       | -                       | -                       | 1              | 0              | 0              | 0              | -                     | -                     | -                     | -                     | -                             | -                             | -                             | -                             | 1        | 0      | 0           | 0          |
| A. Greenwood | 22                      | 4                       | 3                       | 0                       | 5              | 0              | 0              | 0              | 7                     | 0                     | 1                     | 0                     | 2                             | 0                             | 0                             | 0                             | 36       | 4      | 4           | 0          |
| L. Hemp      | 22                      | 10                      | 1                       | 0                       | 5              | 7              | 0              | 0              | 6                     | 4                     | 0                     | 0                     | 2                             | 0                             | 1                             | 0                             | 35       | 21     | 2           | 0          |
| S. Houghton  | 5                       | 1                       | 0                       | 0                       | -              | -              | -              | -              | 2                     | 0                     | 0                     | 0                     | 2                             | 0                             | 0                             | 0                             | 9        | 1      | 0           | 0          |
| K. Keating   | 3                       | -1                      | 0                       | 0                       | 0              | 0              | 0              | 0              | 2                     | -1                    | 0                     | 0                     | 0                             | 0                             | 0                             | 0                             | 5        | -2     | 0           | 0          |
| C. Kelly     | 5                       | 1                       | 0                       | 0                       | 2              | 1              | 1              | 0              | -                     | -                     | -                     | -                     | -                             | -                             | -                             | -                             | 7        | 2      | 1           | 0          |
| A. Kennedy   | 14                      | 1                       | 0                       | 0                       | 4              | 0              | 1              | 0              | 4                     | 0                     | 0                     | 0                     | 0                             | 0                             | 0                             | 0                             | 22       | 1      | 1           | 0          |
| G. Lackey    | -                       | -                       | -                       | -                       | 1              | 0              | 0              | 0              | -                     | -                     | -                     | -                     | -                             | -                             | -                             | -                             | 1        | 0      | 0           | 0          |
| V. Losada    | 12                      | 3                       | 0                       | 0                       | 3              | 0              | 0              | 0              | 4                     | 3                     | 0                     | 0                     | 2                             | 0                             | 0                             | 0                             | 21       | 6      | 0           | 0          |
| R. Mace      | 7                       | 0                       | 0                       | 0                       | 2              | 0              | 0              | 0              | 6                     | 0                     | 0                     | 0                     | 0                             | 0                             | 0                             | 0                             | 15       | 0      | 0           | 0          |
| E. Morgan    | 2                       | 0                       | 1                       | 0                       | -              | -              | -              | -              | -                     | -                     | -                     | -                     | 2                             | 0                             | 1                             | 0                             | 4        | 0      | 2           | 0          |
| J. Park      | 13                      | 0                       | 0                       | 0                       | 3              | 0              | 0              | 0              | 6                     | 2                     | 0                     | 0                     | 1                             | 0                             | 0                             | 0                             | 23       | 2      | 0           | 0          |
| H. Raso      | 13                      | 3                       | 0                       | 0                       | 3              | 1              | 0              | 0              | 4                     | 0                     | 0                     | 0                     | 2                             | 0                             | 0                             | 0                             | 22       | 4      | 0           | 0          |
| E. Roebuck   | 10                      | -3                      | 1                       | 0                       | 5              | -5             | 0              | 0              | 2                     | -1                    | 0                     | 0                     | -                             | -                             | -                             | -                             | 17       | -9     | 1           | 0          |
| J. Scott     | 8                       | 0                       | 0                       | 0                       | -              | -              | -              | -              | 2                     | 0                     | 0                     | 0                     | 1                             | 0                             | 0                             | 0                             | 11       | 0      | 0           | 0          |
| K. Shaw      | 17                      | 9                       | 0                       | 0                       | 4              | 3              | 0              | 0              | 4                     | 4                     | 1                     | 0                     | 2                             | 0                             | 0                             | 0                             | 27       | 16     | 1           | 0          |
| G. Stanway   | 22                      | 8                       | 2                       | 1                       | 5              | 3              | 1              | 0              | 5                     | 1                     | 0                     | 0                     | 1                             | 0                             | 0                             | 0                             | 33       | 12     | 3           | 1          |
| D. Stokes    | 19                      | 1                       | 1                       | 0                       | 5              | 0              | 0              | 0              | 7                     | 0                     | 0                     | 0                     | 2                             | 0                             | 0                             | 0                             | 33       | 1      | 1           | 0          |
| K. Walsh     | 18                      | 1                       | 1                       | 0                       | 4              | 0              | 0              | 0              | 6                     | 0                     | 0                     | 0                     | -                             | -                             | -                             | -                             | 28       | 1      | 1           | 0          |
| C. Weir      | 19                      | 6                       | 1                       | 0                       | 5              | 3              | 0              | 0              | 6                     | 4                     | 0                     | 0                     | 2                             | 1                             | 0                             | 0                             | 32       | 14     | 1           | 0          |
| E. White     | 22                      | 4                       | 1                       | 0                       | 4              | 3              | 1              | 0              | 7                     | 3                     | 0                     | 0                     | 1                             | 0                             | 0                             | 0                             | 34       | 10     | 2           | 0          |